# Holmen (Kalixrivier)
Holmen is een onbewoond eiland in de Zweedse Kalixälven. Het eiland heeft geen oeververbinding. Het meet ongeveer 5 hectare. Het ligt 4 kilometer ten noorden van Jockfall.